# 陳玉峰 (香港)
陳玉峰（1986年 —）（Melody Chan），香港法律界人士，事務律師，之前曾任《香港經濟日報》記者。早年就讀聖保羅男女中學，後來入讀香港中文大學成為法律學院第一屆學生，並於《中大學生報》情色版事件期間為該報編輯。曾經擔任和平佔中行動秘書處義工，因涉嫌於參加2011年7月1日七一遊行時非法集會，被翻舊賬於2013年5月8日被捕。2015年1月，正式在高等法院宣誓成為律師。